# Brightwood (Virginia)
Brightwood es un lugar designado por el censo situado en el condado de Madison, Virginia  (Estados Unidos). Según el censo de 2010 tenía una población de 1.001 habitantes.

## Demografía
Según el censo de 2010, Brightwood tenía una población en la que el 91,0% eran blancos; el 4,9% afroamericanos; el 0,1% eran indios americanos y nativos de Alaska; el 0,2% eran asiáticos; el 0,0% hawaianos y otros isleños del Pacífico; el 0,4% de otra raza, y el 3,4% a partir de dos o más razas. El 1,6% del total de la población eran hispanos o latinos de cualquier raza.